# Pluteo con croce gemmata di San Salvatore
Il pluteo con croce gemmata è una scultura in pietra calcarea databile tra l'VIII e il IX secolo e conservata nel museo di Santa Giulia di Brescia, nella sezione "La storia del monastero".

## Storia
Il bassorilievo faceva probabilmente parte dell'arredo liturgico originale della basilica. La lastra presenta due incavi laterali, stretti e oblunghi, i quali fanno pensare che dovesse essere incastrata assieme ad altri pezzi, forse a costituire una balaustra monumentale, possibilmente presbiteriale. Il pluteo rientra nella vasta collezione dei marmi longobardi di San Salvatore, ai quali erano affiancati stucchi ed elementi in terracotta, tutti rappresentativi di una produzione di alta qualità.
Smontato l'arredo di cui faceva parte la lastra in epoca imprecisabile, questa viene conservata, probabilmente per le sue qualità estetiche, e trasferita altrove nel monastero. Rimane ignota la destinazione ultima dell'opera, così come le sue vicende nei secoli a venire, anche dopo la soppressione del monastero avvenuta nel 1797.
Durante il XIX secolo, entra a far parte della collezione del Museo dell'età cristiana, aperto in alcuni locali dell'ex monastero. Con l'apertura del museo di Santa Giulia nel 1998, la lastra e i due frammenti trovano collocazione definitiva nella sezione "La storia del monastero".

## Descrizione
Il pluteo, lavorato a bassorilievo con tecnica abbastanza approssimativa, raffigura al centro una croce latina a bracci leggermente espansi alle estremità. Nei quattro spazi lasciati liberi sono raffigurati due fiori in alto, l'albero della vita in basso a sinistra e una lemniscata in basso a destra, due tra i modelli più significativi della simbologia altomedievale. Il retro e i fianchi non presentano alcun tipo di lavorazione.

## Stile
Il pluteo, al contrario di altri marmi quali la lastra con pavone, viene datato tra l'VIII e il IX secolo, in accordo con la resa molto più approssimata dei dettagli e una tecnica esecutiva poco raffinata. Il naturalismo della Rinascenza liutprandea sopravvive solamente nei continui richiami a motivi vegetali, ma per il resto il decoro è affidato principalmente al tema geometrico e astratto.
La ricca decorazione a fasce e gemme sulla croce rappresenta, anche se in forma semplificata, la tipologia della croce altomedievale, d'altare o astile, indorata e ingemmata. Immediato riferimento, nell'ambito dello stesso monastero di Santa Giulia, è la celebre Croce di Desiderio, la cui tipologia è esattamente analoga. Molto simile per concezione, ma più tarda, è anche la Croce del Campo del tesoro delle Sante Croci, in Duomo vecchio.